# ديفيندرو سينغ
ديفيندرو سينغ (مواليد 2 مارس 1992) هو ملاكم هندي، مثّل بلاده في الألعاب الأولمبية الصيفية 2012.

## روابط خارجية
ديفيندرو سينغ على موقع بوكس ريك (الإنجليزية) (registration required)
- ديفيندرو سينغ على موقع اللجنة الأولمبية الدولية (الإنجليزية)
- ديفيندرو سينغ على موقع أوليمبيديا (الإنجليزية)